# Bolt Tower
Bolt Tower nebo také šroubová věž je nástavba vysoké pece č. 1 v Dolní oblasti Vítkovic v Ostravě. Navrhl ji český architekt Josef Pleskot jako součást revitalizace bývalého průmyslového areálu Vítkovických železáren. S pecí má výšku 77,7 metrů, samotná nástavba jen 25 m. Je nejvyšším geografickým bodem ve městě. Slouží jako rozhledna, kavárna a její prostory jsou multifunkční. Byla postavena v roce 2015 a její název vzešel z veřejné soutěže - anglické slovo "bolt" vystihuje šroubový tvar prosklené nástavby a zároveň je spojeno i se jménem jamajského sprintera Usaina Bolta, který se pravidelně účastnil ostravského atletického mítinku Zlatá tretra. Usain Bolt věž krátce po jejím otevření osobně pokřtil. Bolt se dá z angličtiny přeložit také jako šroub či záblesk.

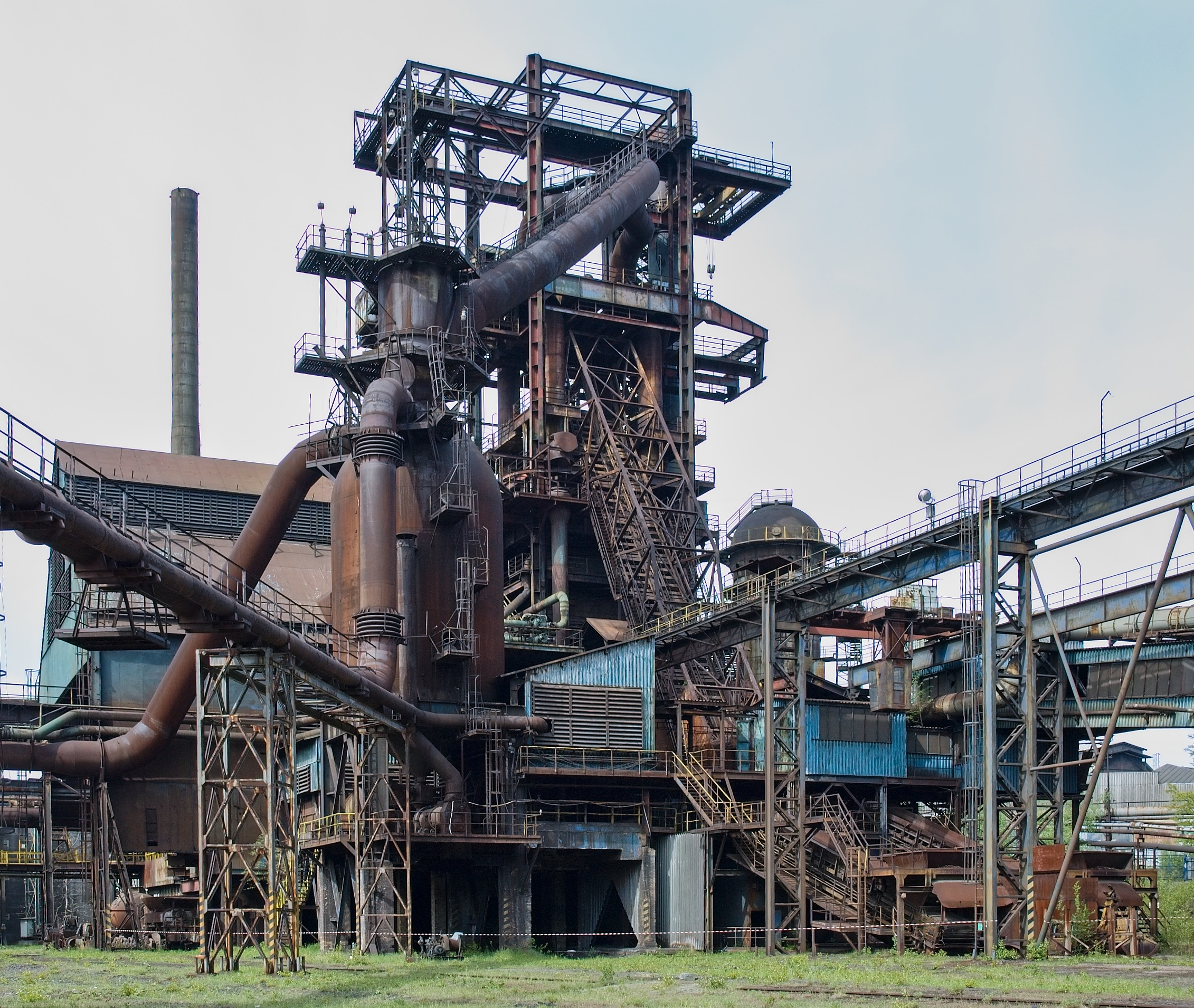
Vysoká pec č. 1 před přestavbou na Bolt Tower

Projekt byl finančně podpořen z Evropského fondu pro regionální rozvoj.
V říjnu 2019 byly na schodišti věže Bolt Tower odhaleny první dvě hvězdy Jantarového schodiště slávy, a to zpěvačce Marii Rottrové a fotografovi Jindřichu Štreitovi. Každý rok přibudou dvě hvězdy věnované žijícím umělcům, jejichž význam přesáhl hranice Moravskoslezského kraje.

## Popis
Nástavba vysoká 25 metrů je nad neporušenou původní stavbou vysoké pece č. 1. Má symbolizovat oheň, který nad pecí hořel kvůli unikajícím vysokopecním plynům. Kolem základního skleněného tubusu, ve kterém se nachází kavárna a klub, je šroubovitý ochoz. Lze po něm vystoupat do výšky 77 metrů nad zemí.